# Warsaw Challenger
Il Warsaw Challenger è stato un torneo professionistico di tennis giocato su campi in terra rossa. Faceva parte dell'ATP Challenger Series. Si giocava annualmente a Varsavia in Polonia.

## Albo d'oro

### Singolare
| Anno       | Campione      | Finalista       | Punteggio     |
| ---------- | ------------- | --------------- | ------------- |
| 1991       | Martin Damm   | David Rikl      | 3–6, 7–5, 6–4 |
| 1992- 1997 | Non disputato | Non disputato   | Non disputato |
| 1998       | Jiří Vaněk    | Andrej Čerkasov | 7–6, 7–5      |

### Doppio
| Anno       | Campioni                        | Finalisti                   | Punteggio     |
| ---------- | ------------------------------- | --------------------------- | ------------- |
| 1991       | Ģirts Dzelde Andres Võsand      | Martin Damm David Rikl      | 6–4, 2–6, 6–3 |
| 1992- 1997 | Non disputato                   | Non disputato               | Non disputato |
| 1998       | James Greenhalgh Nenad Zimonjić | Ali Hamadeh Johan Landsberg | walkover      |